# Denny Dias
Dennis Dias (né le 12 décembre 1946) est un guitariste américain, surtout connu pour avoir cofondé le groupe Steely Dan.

## Carrière
Dias travaillait avec son propre groupe dans son garage à Hicksville, dans l'État de New York, lorsqu'il a publié une annonce dans The Village Voice  à l'été 1970 qui disait : « Recherche claviériste et bassiste. Doit avoir des talents de jazz ! Sans complexe. »  Donald Fagen et Walter Becker ont répondu à l'annonce.
Ils ont rejoint son groupe et ont immédiatement commencé à jouer leurs créations. Dias a renvoyé le reste du groupe et tous les trois ont déménagé en Californie, ajoutant le batteur Jim Hodder, le guitariste Jeff "Skunk" Baxter et le chanteur David Palmer avant d'enregistrer pour ABC/Dunhill Records sous le nom de Steely Dan. Dias a enregistré en tant que membre permanent du groupe sur les albums Can't Buy a Thrill en 1972 (avec un solo de sitar électrique sur la chanson Do It Again), Countdown to Ecstasy en 1973 et Pretzel Logic en 1974.
Après une tournée de promotion de Pretzel Logic, Becker et Fagen ont décidé de dissoudre le groupe et d'utiliser des musiciens de session sur leurs futurs albums. Bien qu'il ne soit plus membre officiel du groupe, Dias a continué à travailler avec Steely Dan en tant que guitariste de session, apparaissant sur Katy Lied en 1975, The Royal Scam en 1976 et Aja en 1977.
En 1991, il rejoint Toto lors de leur tournée des festivals d'été. Il a également enregistré avec Wayne Shorter, Wilfrido Vargas et Pete Christlieb. Une partie des créations de Dias a été enregistrée sur un CD de 1999 intitulé Matter of Time, avec Lisa Jason (chant) et Andy Bergsten (basse) comme noyau du groupe[réf. nécessaire].
Après sa carrière de musicien professionnel, Dias est devenu ingénieur logiciel et a travaillé sur Clipper (langage de programmation). Il a continué à jouer de la musique en parallèle. 
Avec Steely Dan
- Can't Buy a Thrill (ABC, 1972)
- Countdown to Ecstasy (ABC, 1973)
- Pretzel Logic (ABC, 1974)
- Katy Lied (ABC, 1975)
- The Royal Scam (ABC, 1976)
- Aja (ABC, 1977)

Avec d'autres
- Bande originale de You've Got to Walk It Like You Talk It or You'll Lose That Beat (1971) avec Walter Becker et Donald Fagen, crédité sous le nom de Denny Diaz
- David Garfield et ses amis, Hommage à Jeff (Intercord, 1997)